# Río Tabasará
El río Tabasará o Mredra es un río de Panamá, que marca la línea divisoria entre las provincias de Chiriquí y Veraguas, y también recorre la comarca Ngäbe-Buglé. Tiene una longitud de 132 km y su cuenca hidrográfica tiene una extensión de 1289 km². Como principales afluentes tiene al Rey, Cuvíbora y Viguí.
En sus aguas se construye la hidroeléctrica de Barro Blanco, que fue objeto de disputa entre el gobierno panameño y grupos indígenas ngäbes. Los ngäbes alegan que dicha hidroeléctrica afectará zonas adyacentes a su comarca, y se dieron protestas desde 2012 hasta 2016, cuando el gobierno panameño decidió traspasar la hidroeléctrica a un fideicomiso y cancelar cualquier nueva concesión de hidroeléctricas sobre el río Tabasará.